# 江原実
江原 実（えはら みのる、1月14日 - ）は、日本の男性声優。岩手県出身。

## 人物
趣味は映画鑑賞、料理、ゲーム。資格は普通自動車免許。
若い役よりも中年役の声が多い。
2025年8月1日、マック・ミックを退所したことを自身のSNSにて報告。

## 出演作品

### テレビアニメ
- おじゃる丸（2022年、時計屋の店主）

### webアニメ
- OBSOLETE（2019年、ペルー軍兵士A 他）

### ゲーム
- デッドエンド Orchestral Manoeuvres in the Dead End（2011年）
- 黒い砂漠（2014年）
- ロードス島戦記オンライン（2016年）
- BLESS（2017年、ミケーレロッソ、マッツィーニ伯爵 他）
- フィンガーナイツクロス（2017年、ビッグフット、グンター、マモン）
- 破軍・三國志（2018年、張燕）
- ビッグバッドモンスターズ（2019年、ハンマーヘッド、ライノコーン）
- 龍が如く7 光と闇の行方（2020年）
- 龍が如く8（2024年、ボニー柏、クロキ[3]他）
- 龍が如く8外伝 Pirates in Hawaii（2025年）

### ドラマCD
- In Between -迷わず、彷徨う者-（医者）

### 吹き替え

#### 映画
- 悪霊館（パパ）
- アナザー（オーナー）
- アンダー・ザ・シャドウ 影の魔物（エブラヒミ）
- ウソはホントの恋のはじまり（トニー）
- エージェント・スミス（ボブ 他）
- 英雄都市（ファンボ・ユン）
- コールド マウンテン（エリス・スワンガー〈エリック・スミス〉 他）※Netflix版
- ゴーン・マネー（ウラジミル）
- 極悪の流儀（タークィン）
- 最強サイボーグX（カーライル）
- シャフト（ウィリアムズ 他）
- 呪怨館（フランクリン）
- 女王トミュリス 史上最強の戦士（サプラシュ 他）
- 処刑台の獣たち（フランク）
- ソング・トゥ・ソング（イギー・ポップ）
- CHASE/チェイス 猛追（ナックルズ〈イーサン・エンブリー〉[4]）
- デッドロック 絶対王者ボイカ（スラヴァ）
- 12hours DEA特殊部隊（ガブリエル 他）
- ネイビーシールズ:D-DAY（保安官 他）
- パーフェクト・ワールド 世界の謎を解け（アントン）
- バウンティ・ハンターズ（運転手）
- PMC:ザ・バンカー（キャディ 他）
- 必殺処刑チーム（ダラス〈ロマーノ・オルザリ〉）※ソフト版
- ヒットマン:ラスト・ミッション（ゴルバチョフ）
- ファイナルガール（カウンターの男 他）
- フューリアス 双剣の戦士（ドブロミール）
- ブラック・ウォリアーズ オスマン帝国騎兵団（錬金術師）
- ブラッド・インフェルノ（謎の男 他）
- フランケンシュタイン アダム・ザ・モンスター（エディ・チャイルド）
- ベテラン（チョン顧問）
- マーターズ（フェントン）
- 魔界探偵ゴーゴリ 暗黒の騎士と生け贄の美女たち（ヤキム）
- 魔界探偵ゴーゴリII 魔女の呪いと妖怪ヴィーの召喚（ヤキム、バサブリュク）
- 魔界探偵ゴーゴリIII 蘇りし者たちと最後の戦い（ヤキム）
- マキシマム・コマンドー S.W.A.T. vs デルタフォース（コナーズ 他）
- Mr.&Ms.スティーラー（エリック 他）
- Mr.&Mrs. スパイ（リウ）
- メイズ 大脱走（看守）
- ラスト・ウォリアー 最強騎馬民族スキタイを継ぐ者（ヤール）
- ラスト・ボディガード（タリク 他）
- レディ・インポッシブル・ミッション（バーニー）

#### ドラマ
- オザークへようこそ（ルイズ 他）
- 三国志〜趙雲伝〜（張遼）
- トラベラーズ（ヘイズ 他）
- ベルサイユ（収税官 他）
- まほうのレシピ（ジェンセン 他）

### ボイスオーバー
- Conflicts in the workplace
- ナショナルジオグラフィック

### CM
- アスキーメディアワークス（ラジオCM）
- 電撃大賞
- bayfm「局報」（ラジオCM）
- Φの方石 -白幽堂魔石奇譚-（PVナレーション）

### VP
- ヤマハ（ナレーション）
- 連合 100周年（ナレーション）

### その他コンテンツ
- 高崎市少年科学館プラネタリウム「南の星をめぐる旅 スターライトクルーズ」